# توماس فليتشير (سياسي)
توماس فليتشير هو سياسي كندي، ولد في 1852، وتوفي في 1894.